# Nikolaus Adames

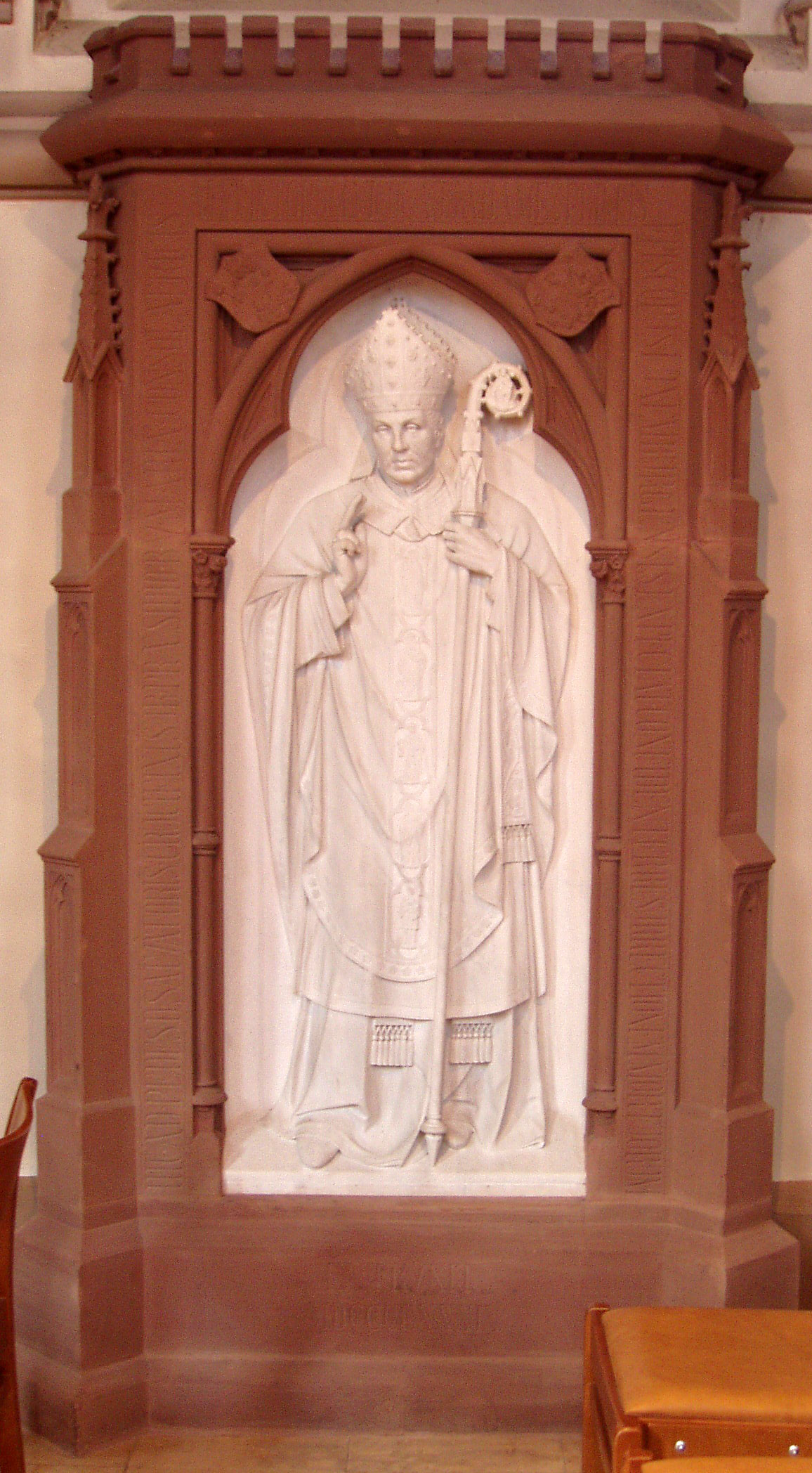
Grób Adamesa w kaplicy Glacis

Nikolaus Adames (ur. 29 grudnia 1813 w Troisvierges, zm. 13 lutego 1887 w Luksemburgu) – luksemburski biskup rzymskokatolicki, wikariusz apostolski Luksemburga w latach 1848–1870, pierwszy biskup ordynariusz luksemburski w latach 1870–1883, arcybiskup ad personam.

## Życiorys

### Młodość i wykształcenie
Nikolaus Adames urodził się 29 grudnia 1813 w luksemburskim miasteczku Troisvierges jako jedyne dziecko rolnika Jeana Adamesa i Marii Magdaleny Wangen. Ojciec zmarł gdy Nikolaus miał 5 lat, matka zaś ponownie wyszła za mąż za wdowca, Nikolausa Köchera, pochodzącego z Basbellain, z którym doczekała się kolejnych dzieci. Po zakończeniu nauki na poziomie podstawowym chciał rozpocząć studia seminaryjne w Bastogne, jednak ostatecznie rozpoczął studia w seminarium duchownym w Namur.

### Kapłan
W wieku 25 lat, w dniu 25 sierpnia 1839 roku został wyświęcony na kapłana w belgijskiej diecezji namurskiej. W niecały rok później, 2 czerwca 1840 roku, został inkardynowany do wikariatu apostolskiego Luksemburga.
W 1840 roku został kapelanem Johanna Theodora Laurenta, wikariusza apostolskiego w Luksemburgu. W roku 1841 został kapelanem w kościele Notre Dame w Luksemburgu – późniejszej katedrze. W 1845 roku został zaś sekretarzem biskupa Johanna Theodora Laurenta.
Kiedy bp Laurent musiał opuścić kraj pod naciskiem antyklerykałów, Nicolas Adames tymczasowo objął stanowisko wikariusza apostolskiego.
7 maja 1848 roku został mianowany prowikariuszem apostolskim wikariatu w Luksemburgu.

### Biskup
27 marca 1863 roku papież Pius IX mianował go biskupem ze stolicą tytularną w Halikarnasie, jednocześnie mianując go wikariuszem apostolskim Luksemburga w miejsce rezygnującego z tego stanowiska Johanna Theodora Laurenta. Sakrę biskupią przyjął z rąk arcybiskupa Nicolasa-Josepha Dehesselle’a 29 czerwca 1863 roku, w kościele Notre Dame w Luksemburgu. Jako dewizę biskupią przyjął słowa Succure miseris („Daj pomoc potrzebującym”).
W grudniu 1869 roku uczestniczył w Rzymie w obradach soboru watykańskiego I.
27 czerwca 1870 roku Wikariat Apostolski Luksemburga został przemianowany na diecezję, w konsekwencji czego Nikolaus Adames został pierwszym biskupem diecezji luksembuskiej. Kościół Notre Dame w Luksemburgu został kościołem katedralnym i stolicą biskupią.
Kiedy po złożeniu rezygnacji z pełnionego urzędu został zamianowany jego następca w osobie bpa Johannesa Josepha Koppesa, Nikolaus Adames przeniósł się do monasteru redemptorystów w Place du Théâtre.
2 listopada 1883 roku został mianowany arcybiskupem ad personam.
Zmarł 13 lutego 1887 roku, w wieku 73 lat. Z powodów politycznych jego ciało zostało pochowane w kaplicy Glacis, która została zbudowana dzięki jego staraniom. Pogrzeb miał miejsce 17 lutego 1887 roku.

## Upamiętnienie
Jego imieniem została nazwana jedna z ulic w Luksemburgu.